# Leo Wagener

Wappen von Leo Wagener

Leo Wagener, auch Léon Wagener, (* 12. April 1962 in Ettelbrück, Luxemburg) ist ein luxemburgischer Geistlicher und  römisch-katholischer Weihbischof in Luxemburg.

## Leben
Leo Wagener trat nach seinem Abitur am Lycée Classique Diekirch 1982 in das Luxemburger Priesterseminar ein. Nach seinem Studium der Philosophie und Theologie an der Theologischen Fakultät Trier (1982–1987) und am Institut Catholique de Paris (1985–1986) empfing er am 2. Juli 1988 das Sakrament der Priesterweihe durch Erzbischof Jean Hengen. Er war zunächst Kaplan in Diekirch. Von 1988 bis 1991 war er beigeordneter Nationalaumônier und von 1991 bis 2011 Nationalaumônier der „Lëtzebuerger Jongbaueren a Jongwënzer“ sowie der „Lëtzebuerger Landjugend“. 1990 übernahm er die Pfarrstelle der Pfarrei St. Hubertus in Steinbrücken bei Monnerich, zudem ab 1992 das Amt des Diözesanjugendseelsorgers. 2006 wechselte er als Pfarrer nach Bonneweg, einem Ort der Stadt Luxemburg und Pfarrer-Moderator des Pastoralteams für die Pfarrverbände Bonneweg-Hamm und Sacré-Cœur sowie Dechant des Dekanates Luxemburg-Ost. Er war von 2010 von 2011 Regionaldechant der Pastoralregion Luxemburg (2007–2010 beigeordnet). 2011 wurde er Bischöflicher Delegierter für die Pastoral. 2012 wurde er Mitglied des Domkapitels und Domkapitular der Kathedrale unserer lieben Frau. 2013 erfolgte die Ernennung zum Bischofsvikar für die Pastoral. Seit 2014 ist er zudem als Pfarrer im Pfarrverband / in der Pfarrei „Steesel-Walfer Sainte-Trinité“ tätig. 2015 erfolgte durch Erzbischof Jean-Claude Hollerich die Bestellung zum Generalvikar im Erzbistum Luxemburg.
Am 24. Juli 2019 ernannte ihn Papst Franziskus zum Titularbischof von Aquae Novae in Numidia und zum Weihbischof in Luxemburg.

## Ehrungen
- Ehrenkaplan des Heiligtum Unserer Lieben Frau von Lourdes (2008)